# Вторжение с Альдебарана
«Вторжение с Альдебарана» (пол. Inwazja z Aldebarana) — юмористический рассказ польского писателя-фантаста Станислава Лема, написанный автором в 1959 году.
Рассказ был впервые опубликован на русском языке в переводе Ф. Широкова в 1960 году.